# Подкова-Лесьна Головна
Подкова-Лесьна Головна (пол. Podkowa Leśna Główna) — пасажирська станція польської залізниці, розташована в місті Подкова-Лесьна, яка обслуговує приміські маршрути WKD. 